# James FitzGerald, VIII conde de Desmond

Irlanda en 1450, con el condado de Desmond en el suroeste

James Fitzgerald, VIII conde de Desmond (1459–1487) fue el hijo de Thomas FitzGerald, VII conde de Desmond y su mujer, Ellice de Barry, hija de William Barry, Barón Barry, y Ellen de la Roche.

## Vida

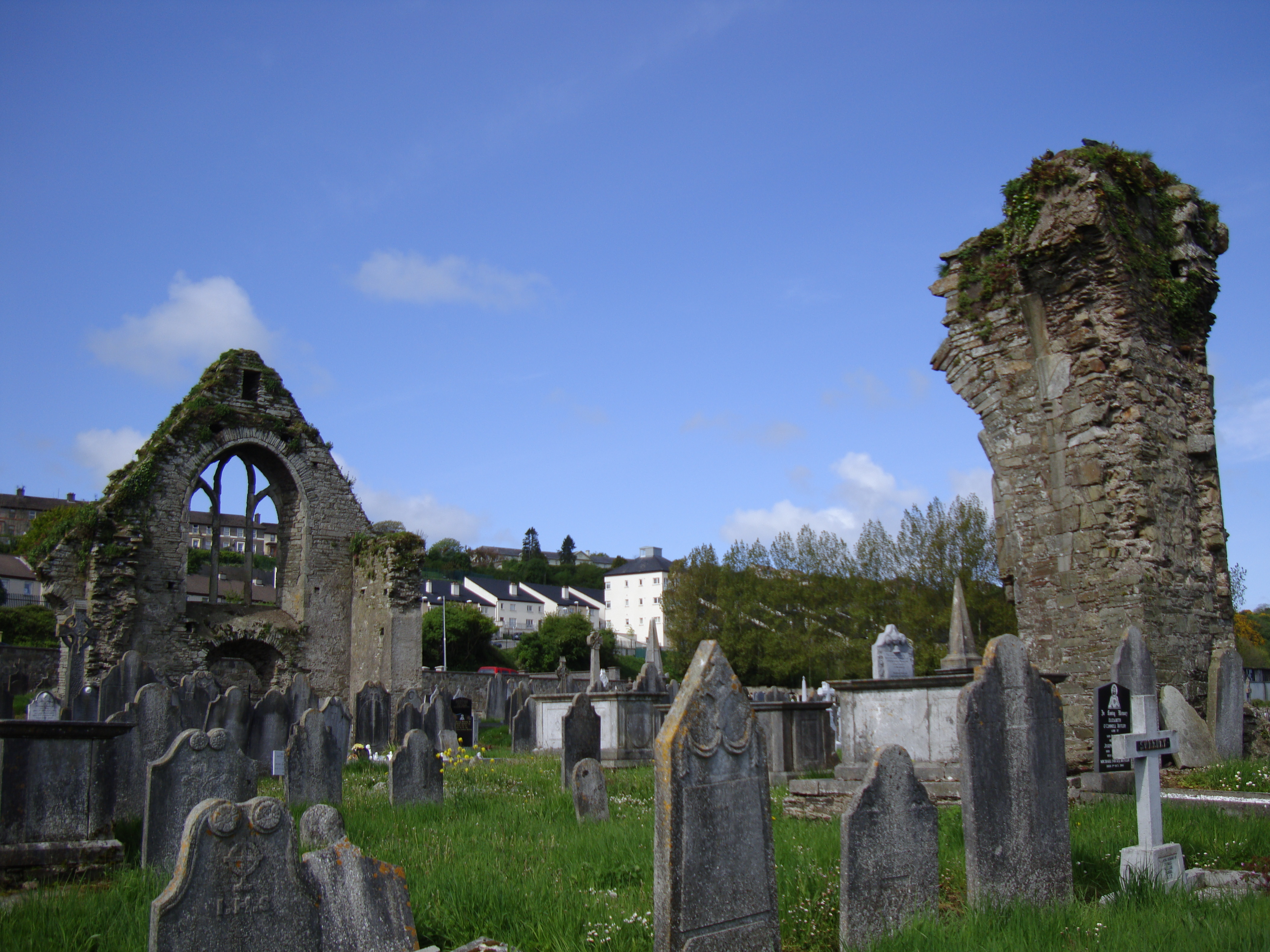
Abadía del norte, Youghal

La ejecución del VII conde de Desmond provocó una reacción inmediata y violenta. Los hijos mayores del conde muerto ‘levantaron sus estándares y sacaron sus espadas, resueltos a vengar el asesinato de su padre'. El hermano más joven de James, Gerald, devastó una gran parte de Leith y Munster en venganza.
Según un relato posterior, Eduardo IV amonestó al nuevo Conde de Desmond por carta, y les prometió su perdón si deponían sus armas, lo que hicieron. "Ahora James FitzThomas, haciendo las paces con el rey Eduardo, y recibiendo inmunidad por cualquier acto cometido para vengar la muerte de su padre, se convirtió en Conde de Desmond," en 1471.
El rey sentía la necesidad de compensar a la familia del conde muerto, ya que en un intento de conciliar al hijo de Thomas, James, que contaba entonces veinte años de edad, y cuyo título al condado el rey reconoció inmediata e inequívocamente, pese al acta de embargo, Eduardo IV le concedió el palatinado de Kerry, junto con la ciudad y castillo de Dungarvan. Se puede pensar que esta concesión fue concedida porque Eduardo asumía que se había cometido una injusticia. Igualmente extendió a James y a sus sucesores un privilegio extraordinario: el de ser libres de elegir no aparecer en persona ante su diputado o el consejo de Irlanda, sino enviar un representante. Este privilegio implicaba que Eduardo entendía y simpatizaba con el hecho que inevitablemente la familia del conde recelaba de ponerse en manos de las autoridades angloirlandesas.
James Fitzgerald casó con Margaret, hija de Thady O'Brien, Príncipe de Thomond. El rey Ricardo III, intentado atraerle a sus seguidores, le envió un cuello del oro que pesaba 20 onzas con el dibujo de un jabalí blanco, racimo de un circlet de rosas y soles; también un "largo vestido de tela de oro, tachado con satén o damasco; dos dobletes, uno de terciopelo, y otro de satén carmesí; tres camisas y kerchiefs; tres fajas; tres pares de medias — uno de escarlata, uno de violeta, y el tercer de negro; tres bonetes; dos sombreros; y dos tippets de terciopelo."
Pese a estos obsequios, el Conde aumentó sus alianzas irlandesas, y retuvo sus hábitos irlandeses. Fue asesinado en Rathkeale, 7 de diciembre de 1487 (envejecido 28), por John Murtagh, uno de sus criados, a instancias de su hermano más joven John. James FitzThomas Fitzgerald fue enterrado en Youghal. Su hermana Catherine se casó con el MacCarthy Reagh. Un libro una vez de su propiedad (ahora conocido como el Libro de Lismore) fue descubierto en un muro de Lismore Castle en 1811.